# 山西省人民检察院
37°49′17″N 112°30′26″E / 37.82141°N 112.50718°E
山西省人民检察院是山西省的检察机关，现任检察长为杨景海。

## 机构设置
- 办公室
- 政治部
- 第一检察部
- 第二检察部
- 第三检察部
- 第四检察部
- 第五检察部
- 第六检察部
- 第七检察部
- 第八检察部
- 第九检察部
- 第十检察部
- 法律政策研究室（检察委员会办公室）
- 案件管理办公室
- 对外合作联络处
- 检务督察局（巡视工作领导小组办公室）
- 司法警察总队
- 检察技术处
- 计划财务装备处
- 机关党委
- 离退休人员工作处
- 检察技术鉴定研究中心
- 检察官培训学院
- 后勤服务中心